# Neshkoro (Wisconsin)
Neshkoro es una villa ubicada en el condado de Marquette en el estado estadounidense de Wisconsin. En el Censo de 2010 tenía una población de 434 habitantes y una densidad poblacional de 79,76 personas por km².

## Geografía
Neshkoro se encuentra ubicada en las coordenadas 43°57′55″N 89°12′57″O / 43.96528, -89.21583. Según la Oficina del Censo de los Estados Unidos, Neshkoro tiene una superficie total de 5.44 km², de la cual 5.21 km² corresponden a tierra firme y (4.24%) 0.23 km² es agua.

## Demografía
Según el censo de 2010, había 434 personas residiendo en Neshkoro. La densidad de población era de 79,76 hab./km². De los 434 habitantes, Neshkoro estaba compuesto por el 97.7% blancos, el 0% eran afroamericanos, el 0.69% eran amerindios, el 0.69% eran asiáticos, el 0% eran isleños del Pacífico, el 0% eran de otras razas y el 0.92% pertenecían a dos o más razas. Del total de la población el 4.61% eran hispanos o latinos de cualquier raza.